# 清真普寿寺
39°55′18″N 116°21′44″E / 39.9217776°N 116.3621638°E
清真普寿寺，位于中国北京市西城区锦什坊街63号，是一座伊斯兰教清真寺。

## 历史
清真普寿寺的始建年代无考。明朝正统十四年（1449年）重建，万历十年（1582年）、崇祯八年（1635年）重修。
现在该寺为西城区伊斯兰教协会办公及穆斯林礼拜的场所。

## 建筑
该寺坐西朝东，大门石额上题有“敕赐普寿寺”，两侧旁门各一，内有垂花门，南为沐浴室，北为讲堂，大殿前出轩，后为窑殿。如今除了大殿尚存，其余建筑均已经过改造。